# تويننجز
تويننجز شركة تسويق الشاي مقرها أندوفر في مقاطعة هامبشير - إنجلترا.

## تاريخ

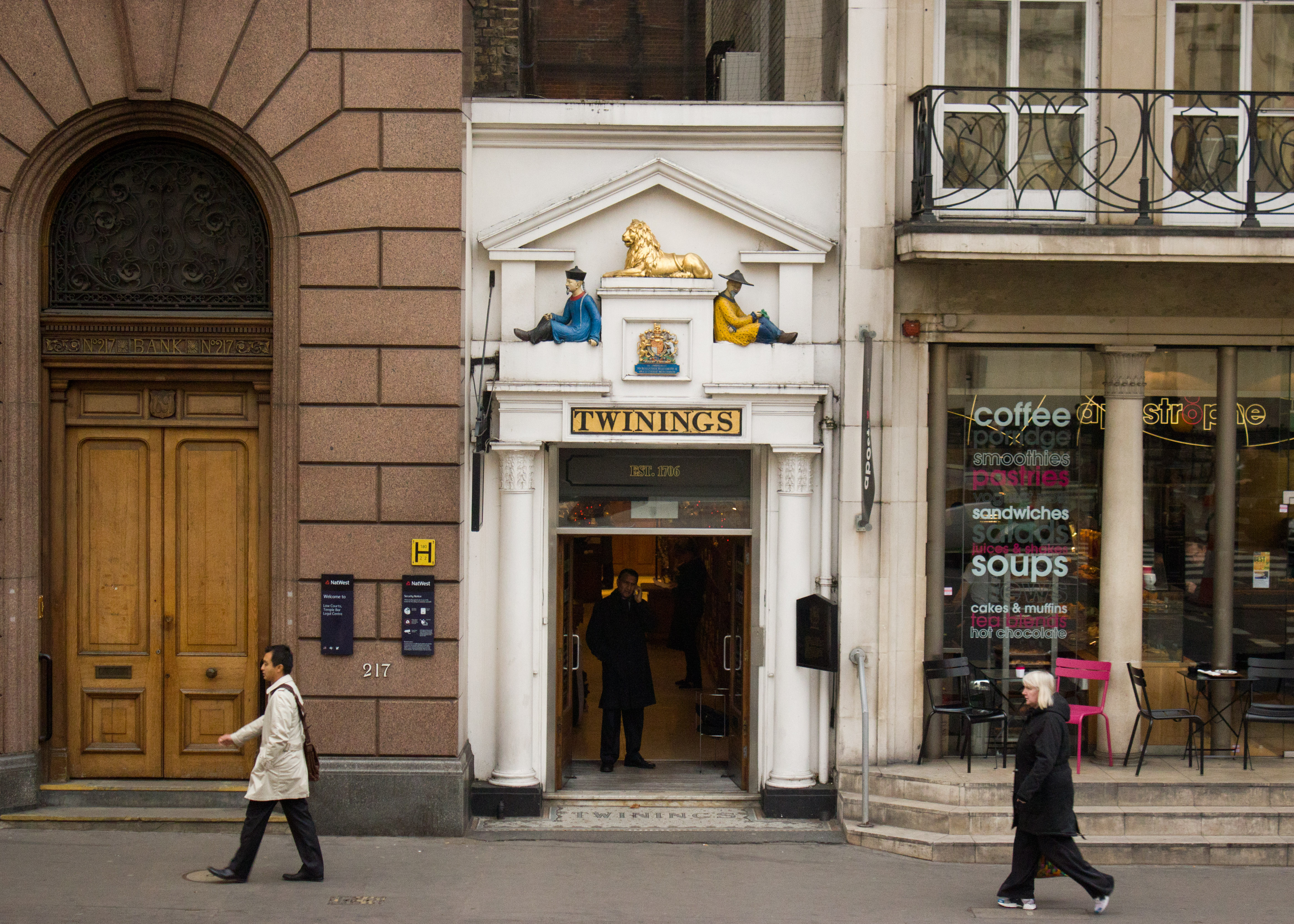
أول مقهى تويننجز يقع في شارع ستراند - لندن.

توماس توينينج افتتح أول مقهى شاي عام 1706 لا يزال قائما في لندن حتى اليوم وفي عام 1787 أنشأت الشركة شعارها الذي ما زال يستخدم حتى اليوم، والذي يعتقد أنه أقدم علامة تجارية تم استخدامها بشكل متواصل في العالم وفي عام 2006 احتفلت تويننجز بالذكرى الـ300 للتأسيس.

## منتجات

فلسفة تويننجز ويظهر في الأعلى شعار الاحتفال بمرور 300عام على إطلاق أول منتج لتويننجز

خلال عام 2005 ، قدم أول تويننجز العامة، وعدم التخصص والشاي، تحت العلامة التجارية 'شاي كل يوم'. في عام 2006 بدأت إنتاج الشوكولاتة الفاخرة والمشروبات المعلبة، وأيضا في عام 2007 دشنت مجموعة من علب القهوة الفاخرة في السوق.
وتعد الشركة أحد الأعضاء المؤسسين للشراكة الأخلاقية الشاي، وهي مجموعة من شركات تعبئة الشاي التي تعمل من أجل سياسة تجارية عادلة وترصد الأوضاع الأخلاقية المصاحبة لإنتاج الشاي.
